# Massa (Toscana)
Massa és un municipi italià, situat a la regió de la Toscana i a la província de Massa-Carrara. L'any 2006 tenia 69.504 habitants.